# Anna Margolina
Anna Margolina (* 1983 in Minsk) ist eine deutsch-belarussische Jazzsängerin.

## Leben und Wirken
Margolina wuchs zunächst in Minsk auf, seit 1992 mit ihrer Mutter, einer klassischen Pianistin, in Berlin. Sie entschied sich zunächst für ein Studium der russischen und deutschen Literaturwissenschaft. Später nahm sie Gesangsunterricht u. a. bei Pascal von Wroblewsky.
2015 gründete Margolina in Berlin ihr Ensemble, mit dem sie deutschlandweit auftritt. Ihre erste EP No Greater Love enthält Standards aus dem Great American Songbook, auf der zweiten EP Di Goldene Pave singt sie einige Lieder auf Jiddisch. Ihr Debütalbum One Endless Night fokussiert auf die Geschichte ihrer Auswanderung und ihre Ankunft in Berlin.
2018/19 tourte Margolina als Solistin mit dem Swing Dance Orchestra von Andrej Hermlin. Sie stand auch an der Seite von Tom Gaebel am Mikrofon. Als Teil des Pop-Ensembles Kaminer & Die Antikörpers ist sie zudem auf dem Album Pack die Koffer, Mama! (Trikont) zu hören. 2020/21 entwickelte sie mit dem Pianisten Kenneth Berkel das Online-Format Old Fashioned Sleepless Nights auf YouTube, das mit Gästen produziert wurde. 

## Diskographische Hinweise
- No Greater Love (2017, EP)
- Di Goldene Pave (2019, EP, mit Ruben Giannotti, Patrick Hamacher, Declan Forde bzw. Sebastian Hamacher, Philip Dornbusch sowie Paul Kleber)
- One Endless Night (XJAZZ!Music 2023, mit Lisa Buchholz, Kenneth Berkel, Hendrik Nehls, David Guy)